# Amanda è libera (album)
Amanda è libera è un album del cantante pop italiano Albano Carrisi, pubblicato il 16 febbraio 2011 dall'etichetta discografica Azzurra Music. Il disco, arrangiato da Alterisio Paoletti, è stato anticipato dal singolo Amanda è libera, presentato al Festival di Sanremo 2011 e piazzatosi al terzo posto di quell'edizione della manifestazione. L'album è stato pubblicato anche in Germania.

## Tracce
CD (TRI1152)
1. Amanda è libera – 3:58 (Albano Carrisi, Alterisio Paoletti, Fabrizio Berlincioni)
2. Col pensiero – 4:05 (Fabrizio Berlincioni, Yari Carrisi)
3. Che stupido finale – 4:14 (Albano Carrisi, Fabrizio Berlincioni)
4. M'innamorai di te – 4:20 (Albano Carrisi)
5. Abbaio alla luna – 3:40 (Ivan Cattaneo)
6. Io mi ricordo di te – 3:51 (Georgou Lasthanoss, Popi Minellono)
7. Gloria, gloria – 3:44 (Mimmo Cavallo, Pino Aprile)
8. Sogni – 3:53 (Andrea Lo Vecchio)
9. You, You, You – 3:25 (Fabrizio Berlincioni, Martin Langer)
10. Isole – 3:46 (Georgou Lasthanoss, Popi Minellono)
11. Ave Maria (Tratto da "La buona novella") – 3:36 (Fabrizio De André, Giampiero Reverberi)
12. Un pugno nell'anima – 4:55 (Albano Carrisi, Fabrizio Berlincioni)

Durata totale: 47:27

## Formazione
- Al Bano - voce
- Adriano Martino - chitarra
- Giulio Rocca - batteria
- Raffaele De Sanio - violino
- Gianni Cuciniello - violoncello
- Alessio Colì - sax
- Alex Zuccaro, Eleonora Pascarelli, Giusy Colì, Tommaso Zuccaro - cori

## Classifica italiana
| Posizione | 87 | 87 | - |